# 1795
- Wikisource

| Calendário gregoriano                                                        | 1795 MDCCXCV                        |
| Ab urbe condita                                                              | 2548                                |
| Calendário arménio                                                           | 1244 – 1245                         |
| Calendário bahá'í                                                            | -49 – -48                           |
| Calendário budista                                                           | 2339                                |
| Calendário chinês                                                            | 4491 – 4492 Início a 21 de janeiro  |
| Calendário copta                                                             | 1511 – 1512                         |
| Calendário etíope                                                            | 1787 – 1788                         |
| Calendários hindus - Vikram Samvat - Calendário nacional indiano - Cáli Iuga | 1850 – 1851 1716 – 1717 4895 – 4896 |
| Calendário Holoceno                                                          | 11795                               |
| Calendário islâmico                                                          | 1210 – 1211                         |
| Calendário judaico                                                           | 5555 – 5556                         |
| Calendário persa                                                             | 1173 – 1174                         |
| Calendário rúnico                                                            | 2045                                |
| Calendário solar tailandês                                                   | 2338                                |

1795 (MDCCXCV, na numeração romana)  foi um ano comum do século XVIII do actual Calendário Gregoriano, da Era de Cristo, e a sua letra dominical foi D (53 semanas), teve início a uma quinta-feira e terminou também a uma quinta-feira.
| Ano completo                        |
| ----------------------------------- |
| Ano comum com início à quinta-feira |

## Eventos
- Fundação do Império do Divino Espírito Santo da Rua de cima de São Pedro, São Pedro, Angra.

### Abril
- 5 de Abril - Tratado de Paz de Basileia entre a França e a Prússia.

### Junho
- 27 de Junho - Desembarque em Quiberon.

### Julho
- 22 de Julho - Tratado de Paz de Basileia entre a França e a Espanha.

### Agosto
- 28 de Agosto - Tratado de Paz de Basileia entre a França e o Hessen-Kassel.

### Outubro
- 24 de Outubro - Terceira Partilha da Polônia entre Áustria, Prússia e Rússia.

### Novembro
- 22 de Novembro - Batalha de Loano.

## Nascimentos
- 21 de Fevereiro - Francisco Manuel da Silva, compositor brasileiro (m. 1865).
- 15 de Abril - Maria Schicklgruber, avó paterna de Adolf Hitler (m. 1847).
- 19 de Abril - Christian Gottfried Ehrenberg, naturalista alemão (m. 1876).
- 7 de Julho - Carlos Teodoro Maximiliano da Baviera, príncipe da Baviera (m. 1875).
- 2 de Novembro - James Knox Polk 11° presidente dos Estados Unidos (n. 1849).
- 28 de Dezembro - François Nicholas Madeleine Morlot, cardeal francês (m. 1862).

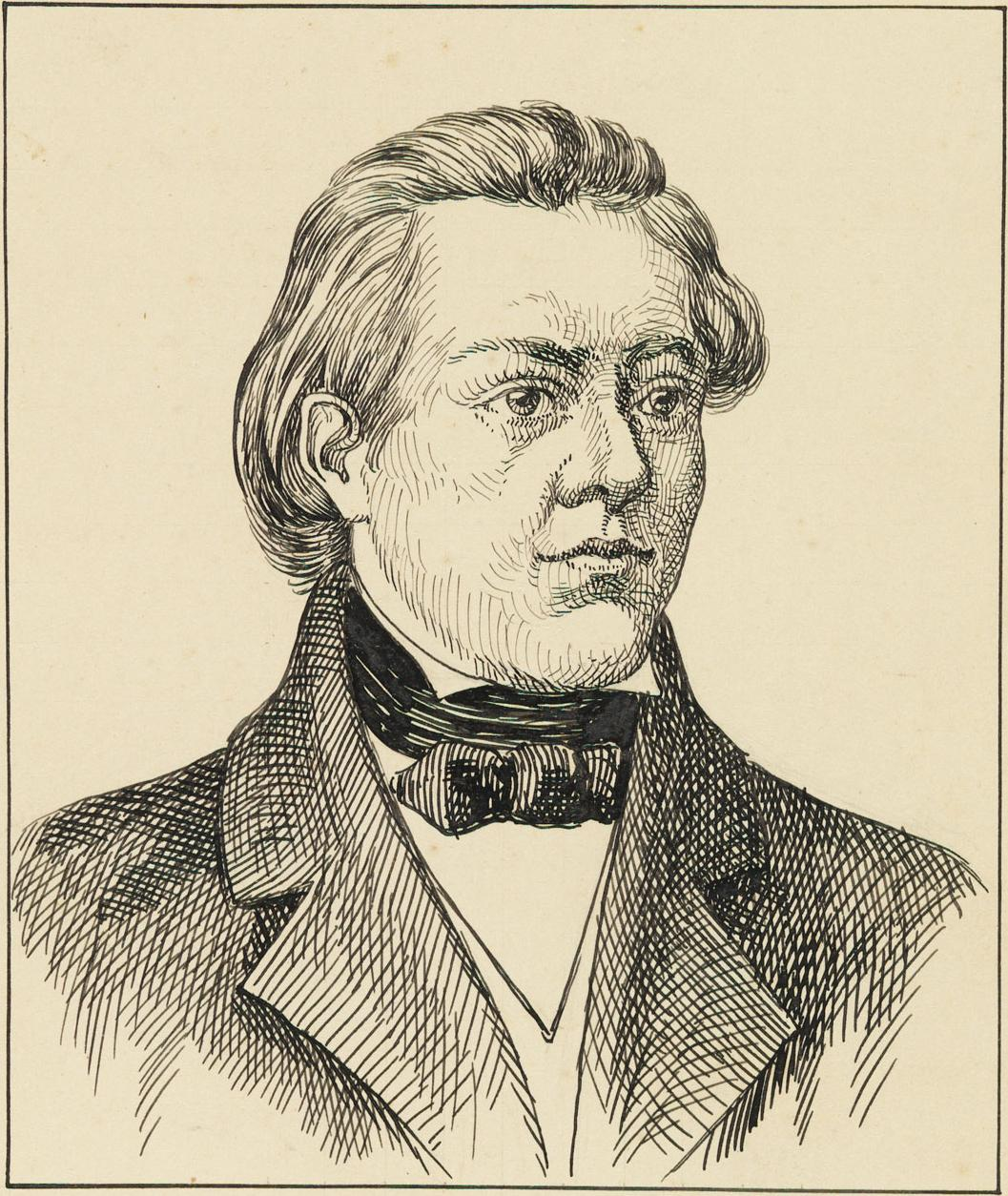
Basílio da Gama (1741-1795), poeta luso-brasileiro. Gravura de F. Briguiet, século XIX.

## Mortes
- 31 de Julho - Basílio da Gama, poeta luso-brasileiro (n. 1740).
- 26 de Agosto - Cagliostro, ocultista italiano (n. 1743).
- 31 de Agosto - François-André Danican (Philidor), enxadrista e músico francês (n 1726).

## Por tema
- 1795 na ciência
- 1795 na literatura